# Dog Fashion Disco
Dog Fashion Disco é uma banda de Maryland, Estados Unidos. Com notáveis combinações de estilos musicais extremamente diversos (rock psicodélico dos anos 70, jazz, recital de piano, entre outros) e já foram considerados como uma banda de metal. A banda propõe um conteúdo lírico e altamente satírico, com constantes trava-línguas, referências ocultas, usos de drogas, mutilação e outros temas. Eles muitas vezes se referem simplesmente como DFD  e originalmente foram chamados de Hug the Retard, mas mudaram o nome para Dog Fashion Disco mesmo antes de lançar qualquer material, como acharam que o nome Hug The Retard era politicamente incorreto ao custo de perder fãs. Também importante é o fato deles terem gravado uma faixa com o vocalista do System of a Down, o Serj Tankian na intitulada faixa "Mushroom Cult" do álbum Anarchists of Good Taste, essa tilha foi atribuída pela internet injustamente como uma faixa obscura do System of a Down, embora o Serj Tankian tenha sido o único membro a participar da mesma.
Atualmente a banda anunciou seu retorno com o álbum Sweet Nothings, lançado no dia 22 de julho de 2014.

## História
Combinando muitos estilos musicais diferentes (psicodélica, jazz, piano rectal, heavy metal, música de circo e vocais, entre outros) Dog Fashion Disco é principalmente considerado uma banda de avant-garde metal e metal alternativo.
O conteúdo lírico da banda é muitas vezes altamente esotérico e satírico, com referências irônicas ao ocultismo, uso de drogas e mutilação. Seu som tem sido freqüentemente comparado ao ato que desafia o gênero da Califórnia do Norte, Mr. Estragar. Os próprios membros da banda citaram suas influências coletivas como sendo o Sr. Bungle, Faith No More,  Clutch,  Tool, System of a Down e Frank Zappa.

## Membros

### Membros atuais
- Todd Smith – vocais
- Jasan Stepp – guitarra
- Brian "Wendy" White – baixo
- Tim Swanson – teclados
- John Ensminger – bateria

### Membros anteriores
- Sennen Quigley, Jeff Siegel – teclados
- Greg Combs, Sennen Quigley – guitarra
- Mark Ammen, Steve Mears – baixo
- John Ensminger, Mike "Ollie" Oliver – bateria
- Geoff Stewart – saxofone
- Kristen Ensminger – trompete

## Discografia

### LPs
- Erotic Massage (1997)
- Experiments in Alchemy (1998)
- The Embryo's in Bloom (2000)
- Anarchists of Good Taste (6 de Março, 2001)
- Committed to a Bright Future (6 de Maio, 2003)
- The City is Alive Tonight...Live in Baltimore (25 de Janeiro, 2005)
- Adultery (4 de Abril, 2006)
- Sweet Nothings (22 de Julho, 2014)
- Ad Nauseaum (2015)

### EPs
- Mutilated Genitals (3 de Setembro, 2001)
- Day of the Dead (Junho 2004)

### DVDs
- DFDVD (15 de Junho 2004)